# Папуга-віхтьохвіст зелений
Папуга-віхтьохвіст зелений (Prioniturus luconensis) — вид папугоподібних птахів родини Psittaculidae. Ендемік Філіппін.

## Опис

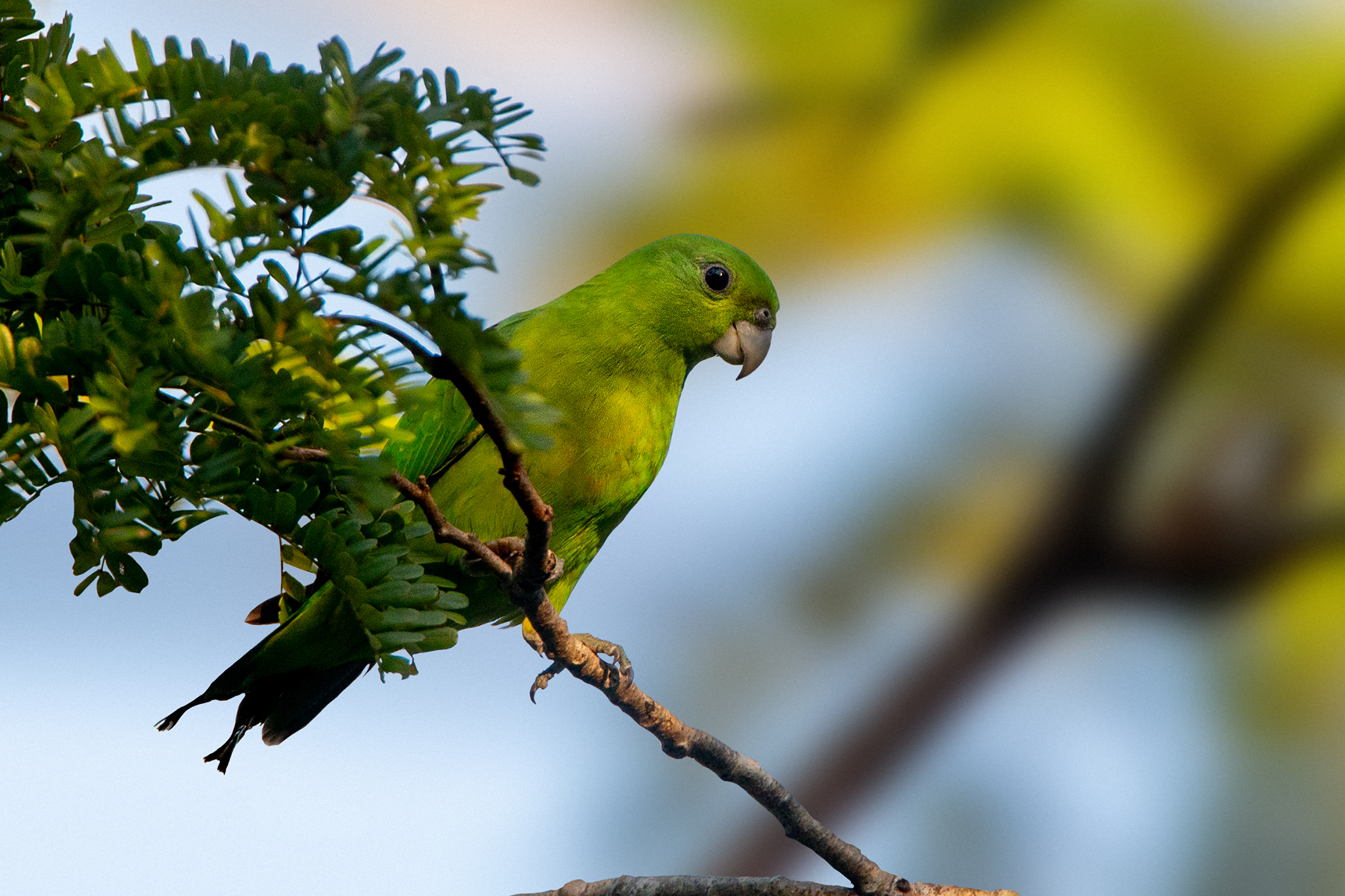
Молодий зелений папуга-віхтьохвіст

Довжина птаха становить 29-30 см, довжина крила 15-19 см. Забарвлення переважно жовтувато-зелене, спина дещо темніша, голова і нижна частина тіла світліші, з блакитнуватим відтінком. Два центральних стернових пера видовжені, мають голі стрижні, на кінці у них темно-сірі "віхті", крайні стернові пера на кінці темно-сірі. Дзьоб білувато-сірий. Самиці мають дещо тьмяніше, зелене забарвлення, центральні стернові пера у них коротші.

## Поширення і екологія
Зелені папуги-віхтьохвости мешкають на островах Лусон і Маріндук на півночі Філіппінського архіпелагу. Вони живуть у вологих рівнинних і гірських тропічних лісах і на полях. На Лусоні в горах Сьєрра-Мадре зустрічаються на висоті від 300 до 700 м над рівнем моря, на острові Маріндук на висоті 1000 м над рівнем моря. Живлятся насінням, плодами і горіхами. Гніздяться в дуплах дерев.

## Збереження
МСОП класифікує цей вид як такий, що перебуває під загрозою зникнення. За оцінками дослідників, популяція зелених папуг-віхтьохвостів становить від 1500 до 3800 птахів. Їм загрожує знищення природного середовища і вилов з метою продажу на пташиних ринках.